# Yuriko Kobayashi
Yuriko Kobayashi (小林 祐梨子, Kobayashi Yuriko), née le 12 décembre 1988 à Ono, est une athlète japonaise spécialiste du demi-fond. Elle détient pendant près de 14 ans le record du Japon du 1 500 mètres en 4 min 07 s 86.

## Biographie

### Palmarès
| Date | Compétition                   | Lieu      | Résultat | Épreuve | Performance    |
| ---- | ----------------------------- | --------- | -------- | ------- | -------------- |
| 2005 | Championnats du monde cadets  | Marrakech | 2e       | 1 500 m | 4 min 13 s 96  |
| 2005 | Championnats d'Asie           | Incheon   | 3e       | 1 500 m | 4 min 14 s 15  |
| 2006 | Championnats du monde juniors | Pékin     | 3e       | 1 500 m | 4 min 12 s 88  |
| 2006 | Jeux asiatiques               | Doha      | 2e       | 1 500 m | 4 min 14 s 96  |
| 2009 | Championnats du monde         | Berlin    | 11e      | 5 000 m | 15 min 12 s 44 |
| 2009 | Jeux de l'Asie de l'Est       | Hong Kong | 1re      | 5 000 m | 16 min 46 s 86 |
| 2011 | Championnats d'Asie           | Kobe      | 3e       | 5 000 m | 15 min 42 s 59 |

### Records
| Épreuve      | Performance    | Lieu     | Date              |
| ------------ | -------------- | -------- | ----------------- |
| 800 mètres   | 2 min 05 s 78  | Kobe     | 23 avril 2006     |
| 1 500 mètres | 4 min 07 s 86  | Yokohama | 24 septembre 2006 |
| 5 000 mètres | 15 min 07 s 37 | Kumamoto | 5 avril 2008      |